# Floriano Pagliara
Floriano Pagliara (Marbach am Neckar, 31 dicembre 1978) è un ex pugile italiano, nato in Germania, ma cresciuto a Cecina.

## Carriera

### Inizi

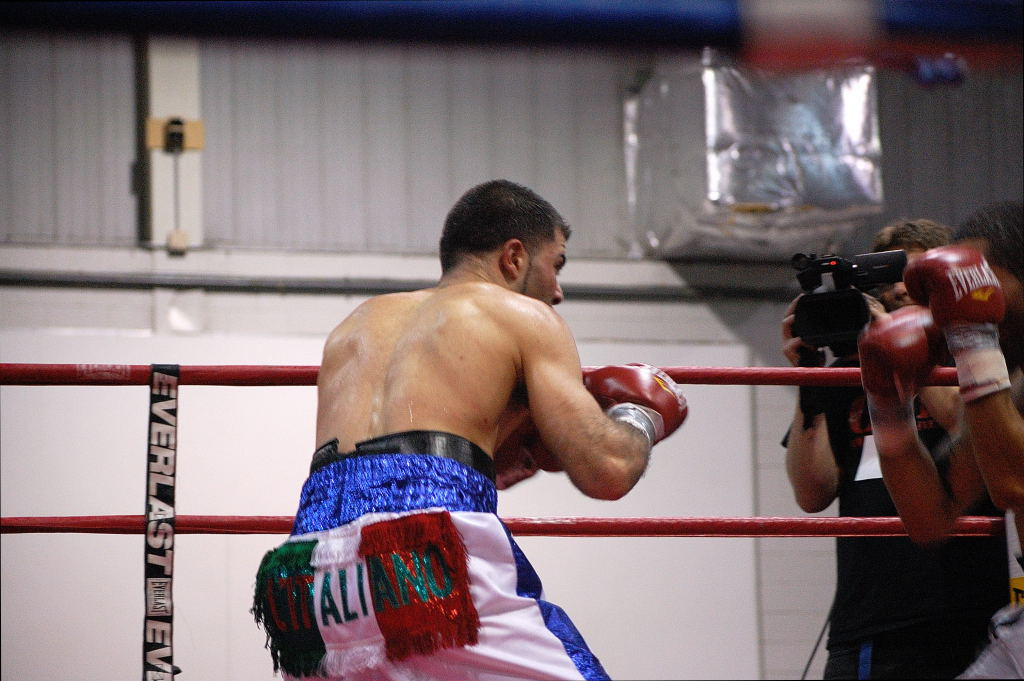
L'Italiano sul ring di Newark nel dicembre 2009.

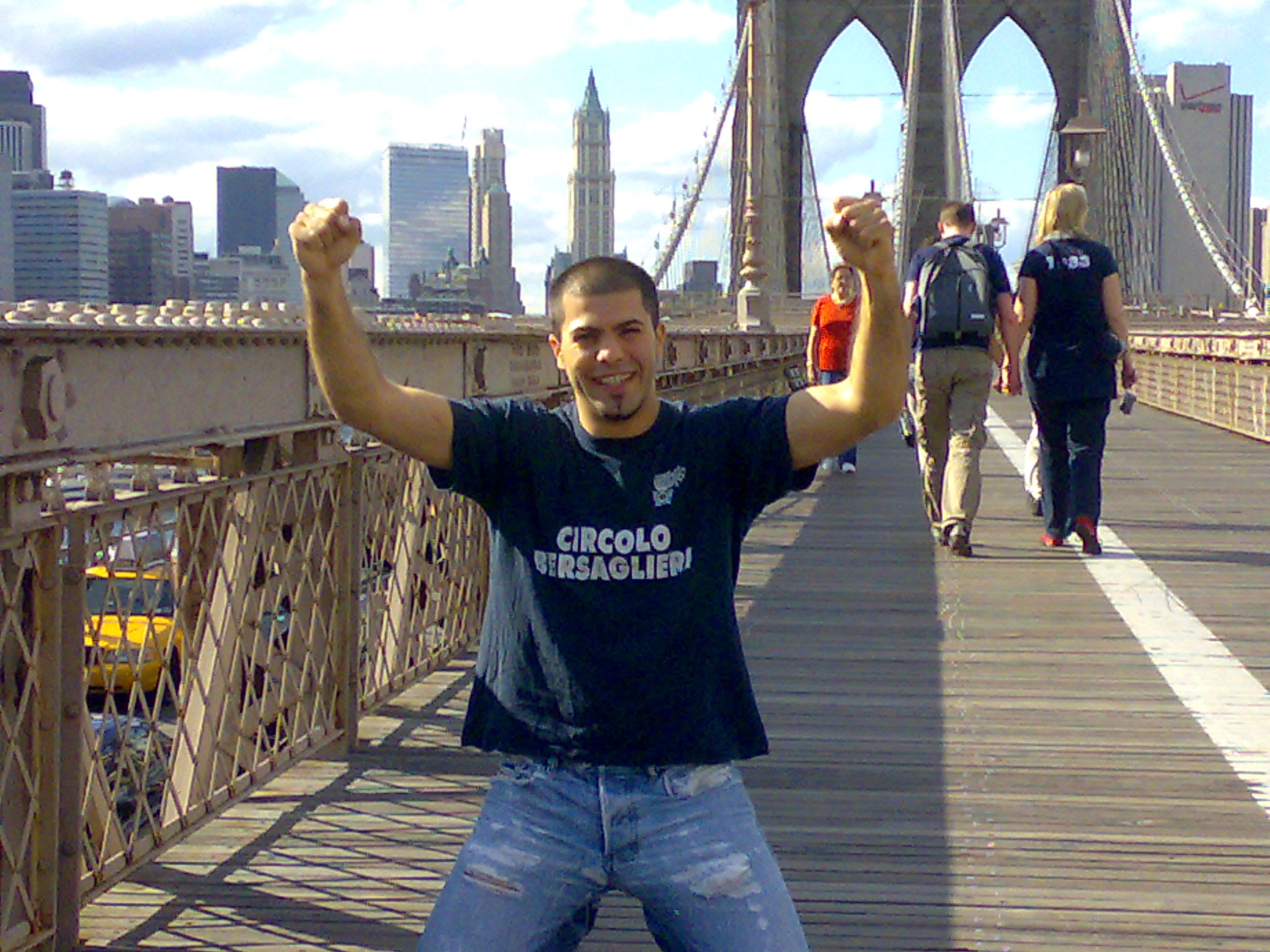
Pagliara sul ponte di Brooklyn.

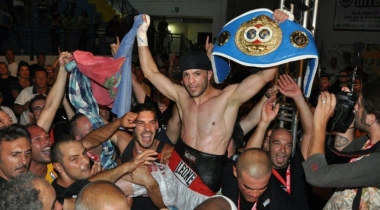
Pagliara portato in trionfo con la cintura Ibf

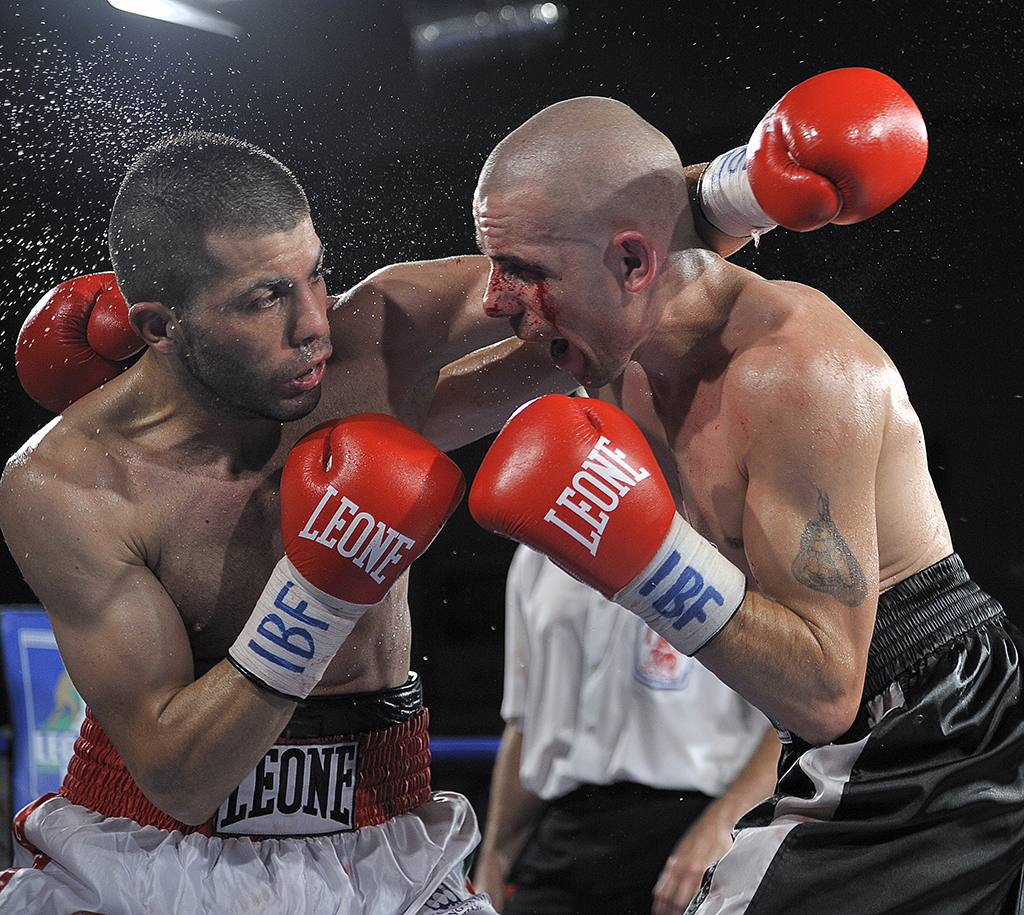
Un momento della sfida Pagliara-Nagy.

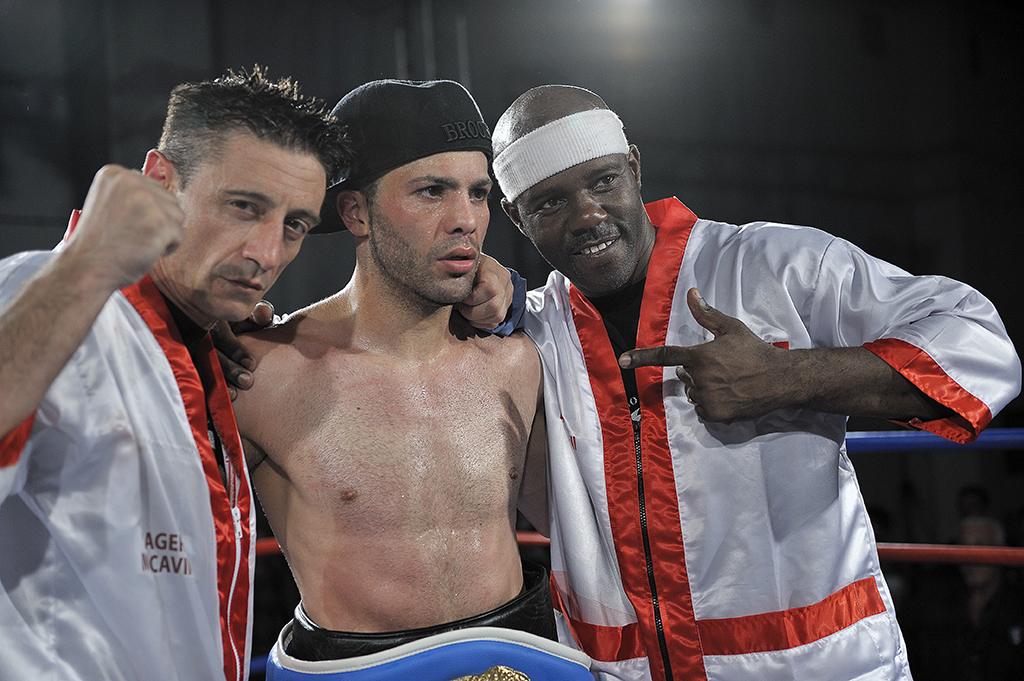
Pagliara con Andrea Galbiati (a sinistra) e Don Saxby.

Nonostante la Germania gli abbia dato i natali e il cognome tradisca origini pugliesi, Floriano è cresciuto a Cecina (LI). Floriano Pagliara inizia a praticare il pugilato all'età di 15 anni presso la Boxe Cecina; un anno e otto mesi dopo disputa il suo primo incontro da dilettante ottenendo subito un successo.
Da allora ben 55 incontri da dilettante (41 vittorie, 4 pareggi e 10 sconfitte), tra cui due con la maglia della nazionale italiana (2004). Nel palmarès del pugile cecinese anche due vittorie del Torneo Internazionale di Cremona, 10 titoli regionali (dal 1995 al 2005) e due secondi posti ai campionati italiani assoluti.

### Passaggio al professionismo
Diventa un pugile professionista il 21 marzo 2006, quando firma per la scuderia grossetana Rosanna Conti Cavini.
Poco dopo il suo passaggio al professionismo Pagliara vince per ko i primi incontri tanto da guadagnarsi il soprannome di "Flash" per la grande velocità nel mettere al tappeto gli avversari. Da quando si allena e combatte a New York il soprannome è diventato "L'Italiano", chiaro riferimento alle sue origini.
L'esordio sul ring è, invece, datato 23 giugno 2006, quando a Bonassola l'atleta cecinese vince per ko tecnico alla seconda ripresa contro Mario Stojka.
Dal 15 giugno 2008 vive e si allena a New York presso la leggendaria Gleason's Gym di Brooklyn.
Da quando ha intrapreso l'avventura negli Stati Uniti ha combattuto sei incontri oltreoceano: 
- 15 settembre 2008 a Città del Messico, vittoria con il pugile locale Juan Carlos Martínez
- 7 maggio 2009 nel New Jersey, sconfitta contro il padrone di casa Danny McDermott
- 4 dicembre 2009 a Newark, vittoria contro l'imbattuto Antonio Espinosa
- 13 febbraio 2010 a Las Vegas, sconfitta contro l'imbattuto e padrone di casa Diego Magdaleno
- 11 settembre 2010 ad Albany, pareggio con il campione in carica della cintura Wbf Brian Miller
- 7 marzo 2012 a New York, vittoria ai punti con James Lester
- 14 giugno 2012 a New York, vittoria ai punti con Rynell Griffin
- 2 agosto 2012 a New York, pareggio con Willie Villanueva
- 24 ottobre 2012 a New York, vittoria con Rynell Griffin
- Lo scorso 22 luglio 2011 a Cecina, Pagliara ha sfidato l'ungherese Istvan Nagy per il titolo del mediterraneo IBF, conquistando nettamente ai punti la cintura di fronte a circa 3000 tifosi. Il 25 gennaio 2012 ha perso con il campione in carica Andrea Scarpa a Santena il titolo italiano super piuma. Titolo conquistato, poi, il 13 luglio 2013 a Cecina contro il campano Nicola Cipolletta.

Nel 2018, dopo un KO subito da Jude Franklin, ha cessato l'attività pugilistica

### Gli incontri
- 2013-10-25 Angelo Ardito 6(1)-5(1)-1, Palasport Cecina, Toscana, Italy 10 W UD refree: Antonello Paulicci  | judge: Luigi Boscarelli 97-92 | judge: Dario Bibbiani 96-93 | judge: Pierluigi Panichi 98-92 ~ Italy super featherweight title
- 2013-07-13 Nicola Cipolletta 9(2)-3(1)-1, Hotel Buca del Gatto, Marina di Cecina, Toscana, Italy 10 W UD refree: Giovanni Poggi | judge Giovanni Paolo 97-94 | judge: Sauro Bertaccini 96-94 | judge: Raffaele D'Erasmo 96-94 ~ vacant Italy super featherweight title
- 2013-01-25 Andrea Scarpa 9-2-0, Palasport Pininfarina, Santena, Piemonte, Italy L TKO 2 10 referee: Sergio D'Agnano | judge: Dario Bibbiani | judge: Gaetano Virgillito | judge: Alessandro Roda Italy super featherweight title Pagliara standing counted twice in round 2
- 2012-10-24 130 Jeremy McLaurin 130 9-4-0 Roseland Ballroom, New York, New York, USA W UD referee: Gary Rosato | 80-72 | judge: John Signorile 80-72 | judge: Kevin Morgan 78-74
- 2012-08-02 130½ Willie Villanueva 130½ Roseland Ballroom, New York, New York, United States D SD referee: Benjy Esteves Jr. | judge: Don Trella 58-56 | judge: Waleska Roldan 56-58 | judge: Julie Lederman 57-57
- 2012-06-14 132 Rynell Griffin	132 Roseland Ballroom, New York, New York, United States W UD referee: Harvey Dock | judge: Steve Weisfeld 59-55 | judge: Don Trella 59-55 | judge: Waleska Roldan 59-55
- 2012-03-07 130½ James Lester 129½ BB King Blues Club & Grill, New York, New York, United States W UD 6 6 59-55 | 60-54 | 60-54
- 2011-07-22 Istvan Nagy 17-9-0 Palasport, Cecina, Toscana, Italy  W UD 12 12 ~ referee: Leszek Jankowiak | judge: Giovanni Lamusta 118-110 | judge: Luigi Zaccardi 118-110 | judge: Berit Andreasen 119-109 ~ vacant IBF Mediterranean super featherweight title
- 2010-09-11 133½ Brian Miller 133½ 8-0-3 Washington Avenue Armony, Albany, New York, United States D MD 8 8 ~ referee Dick Pakozdi |  judge: Eric Marlinski 73-79 | judge: Don Ackerman 76-76 | judge: Wynn Kintz 76-76 ~ World Boxing Foundation All Americas lightweight title
- 2010-02-13 130  Diego Magdaleno 130 13-0-0 Las Vegas Hilton, Las Vegas, Nevada, United States L UD 8 8 ~ referee Joe Cortez |  judge: Lisa Giampa 72-80 | judge: Glenn Trowbridge 74-78 | judge: Paul Smith 73-79 ~
- 2009-12-04 131½ Antonio Espinosa 131 11-0-0 Essex County College, Newark, New Jersey, United States W UD 6 6 ~ 59-55 | 58-56 | 58-56 ~
- 2009-05-07 134 Danny McDermott 136 7-1-1 Scheutzen Park, North Bergen, New Jersey, United States L KO 2 6 ~ time: 1:42 | referee: Brian O'Melia | judge: Robert Grasso | judge: Lynne Carter | judge: Emil Conforti ~
- 2008-09-15  Juan Carlos Martínez  2-2-0 Arena Mexico, Mexico City, Distrito Federal, Mexico W TKO 4 4
- 2008-04-24 134½ Ferenc Szabo 136¾ 12-7-2 Palasport, Cecina, Toscana, Italy L KO 2 6
- 2008-02-28  Saber Gasmi  6-2-0 PalaFerrua, Savigliano, Cuneo, Piemonte, Italy W PTS 6 6 ~ referee: Marco Marzuoli
- 2007-09-21  Giuseppe Lo Faro  0-1-0 PalaBastia, Livorno, Toscana, Italy W PTS 6 6
- 2007-07-27  Kaloyan Kyuchukov debut Stadio Comunale, San Paolo Civitate, Puglia, Italy W KO 3 6 ~ time: 2:40 ~
- 2007-04-27 136¾ Giuseppe Lo Faro 136¾ debut Pala Botteghelle, Calabria, Italy W TD 5 6
- 2007-02-23  Nikolai Michailov  3-19-1 PalaBastia, Livorno, Toscana, Italy W TKO 4 6 ~ time: 0:43 | referee: Pierluigi Panichi | judge: Stefano Carozza | judge: Gian Antonio Canzian | judge: Lino De Cicco ~
- 2006-12-26  Bogdan Mutu  0-1-0 Grosseto, Toscana, Italy L TKO 2 6 ~ referee: Luigi Boscarelli ~
- 2006-11-17  Janos Kovacs  0-3-1 Palasport, Grosseto, Toscana, Italy W KO 1 6 ~ time: 1:41 ~
- 2006-10-20  Sandor Paska  1-4-0 Palamacchia, Livorno, Toscana, Italy W TKO 1 6 ~ time: 0:40 | referee: Luigi Boscarelli ~
- 2006-06-23  Mario Stojka  0-1-0 Bonassola, La Spezia, Liguria, Italy W TKO 2 6 Pro debut for Pagliara